# Loculla rauca
Espèce
Loculla rauca est une espèce d'araignées aranéomorphes de la famille des Lycosidae.

## Distribution
Cette espèce est endémique de île de Sao Tomé à Sao Tomé-et-Principe,.

## Description
La femelle holotype mesure 16 mm.
Les femelles de Loculla rauca minor mesurent de 8 à 10 mm.

## Liste des sous-espèces
Selon World Spider Catalog (version 21.5, 02/08/2020) :
- Loculla rauca minor Simon, 1909
- Loculla rauca rauca Simon, 1909

## Publication originale
- Simon, 1909 : Arachnides recueillis par L. Fea sur la côte occidentale d'Afrique. 2e partie. Annali del Museo Civico di Storia Naturale di Genova, vol. 44, p. 335-449 (texte intégral).